# Station Luttre
Station Luttre is een spoorwegstation langs spoorlijn 124 (Brussel - Charleroi) in Luttre, een deelgemeente van Pont-à-Celles. Parkeren is er betalend en er is een gratis fietsenstalling. Het is een van de drie stations met een buspendel naar de luchthaven van Charleroi.
Hier vertrekt ook de spoorlijn 117 (Luttre - Manage - 's-Gravenbrakel). De spoorlijn 119 (Luttre - Gosselies - Châtelet) en spoorlijn 120 (Luttre - Trazegnies) zijn nu gesloten.

## Geschiedenis
In 2000 werd de goederenkoer gesloten.
In de loop van 2021 sloten de loketten hier hun deuren en werd het station een stopplaats zonder loket.

## Treindienst
| Serie       | Treinsoort               | Route | Bijzonderheden                                                         |
| ----------- | ------------------------ | --- | ---------------------------------------------------------------------- |
| IC 05       | Intercity (NMBS)         | Charleroi-Centraal – Luttre – Brussel-Zuid – Antwerpen-Centraal – Antwerpen-Luchtbal                                                         | Rijdt alleen op werkdagen.                                             |
| IC 07       | Intercity (NMBS)         | Charleroi-Centraal – Luttre – Brussel-Zuid – Antwerpen-Centraal – Essen                                                                      | Rijdt alleen op werkdagen.                                             |
| IC 31       | Intercity (NMBS)         | [ Charleroi-Centraal – Luttre – ] Brussel-Zuid – Mechelen – Antwerpen-Centraal                                                               | In het weekend vanaf Charleroi-Centraal.                               |
| S 19        | GEN (NMBS)               | [ Leuven – ] Brussels Airport-Zaventem – Brussel-Luxemburg – Eigenbrakel – Nijvel – Luttre – Charleroi-Centraal                              | Rijdt in het weekend tussen Leuven en Nijvel.                          |
| S 62        | S-trein Charleroi (NMBS) | Luttre – Manage – La Louvière-Centrum – Charleroi-Centraal                                                                                   | Rijdt in het weekend tussen La Louvière-Centrum en Charleroi-Centraal. |
| L 4350C     | L-trein (NMBS)           | Charleroi-Centraal – Luttre – Manage – La Louvière-Centrum                                                                                   | Rijdt op werkdagen tussen 's-Gravenbrakel en Manage.                   |
| P 7720/8720 | Piekuurtrein (NMBS)      | Jemeppe-sur-Sambre – Charleroi-Centraal – Luttre – Brussel-Zuid – Schaarbeek                                                                 | Rijdt alleen op werkdagen.                                             |
| P 7770/8770 | Piekuurtrein (NMBS)      | [ Manage – [ Luttre ] / [ Bergen – Quévy ] / [ 's-Gravenbrakel ] ] / [ La Louvière-Zuid – [ Bergen ] / [ Luttre ] / [ Charleroi-Centraal ] ] | Rijdt alleen op werkdagen.                                             |
| P 7790/8790 | Piekuurtrein (NMBS)      | Luttre – Charleroi-Centraal | Rijdt alleen op werkdagen.                                             |

## Buspendel luchthaven
In juni 2023 startte de TEC met buslijn A3 een pendeldienst naar de luchthaven van Charleroi, waardoor dit station een van de drie aanvoerstations naar de luchthaven werd (naast Charleroi-Centraal en Fleurus).

## Galerij

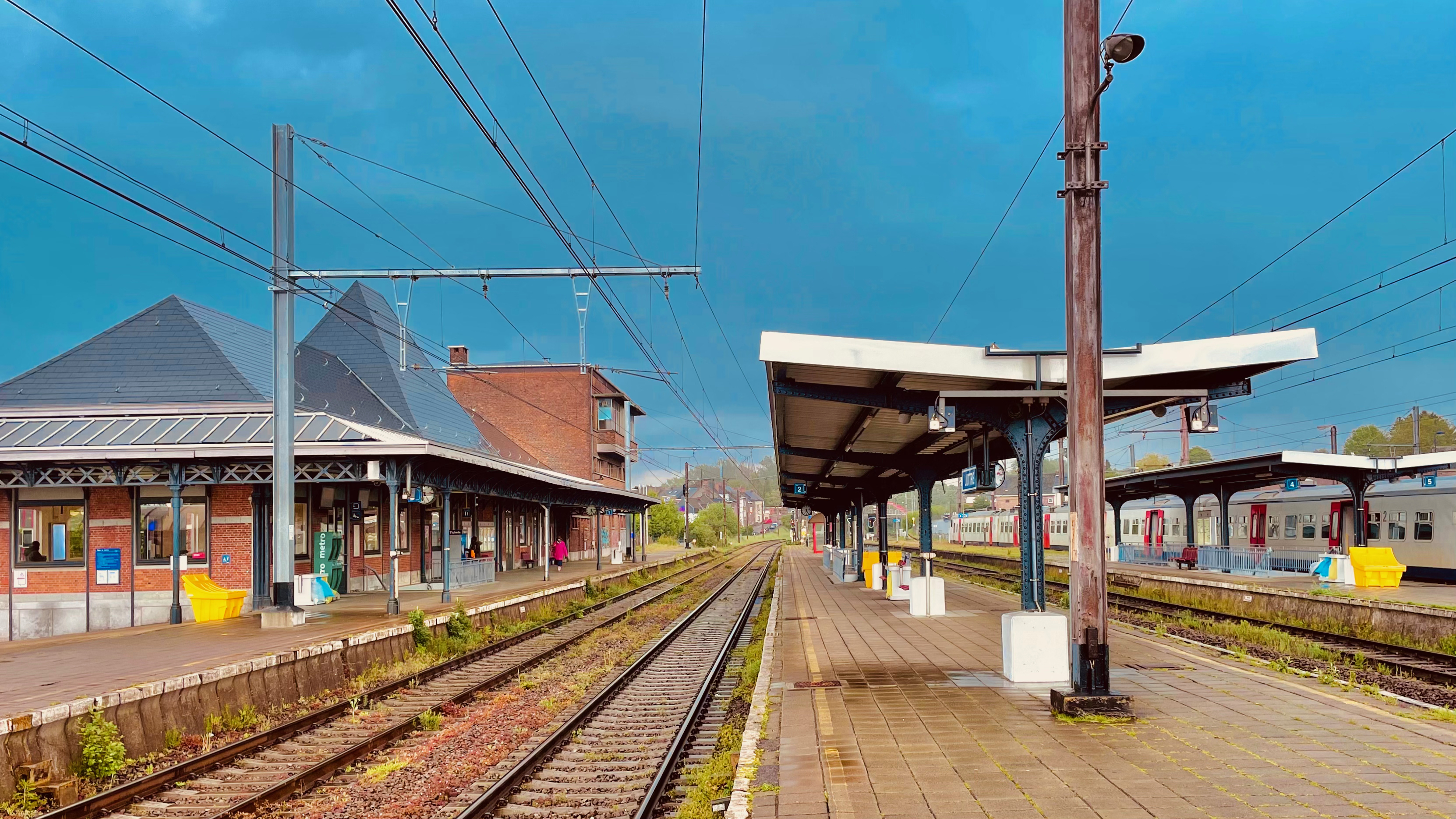
Zicht op de perrons
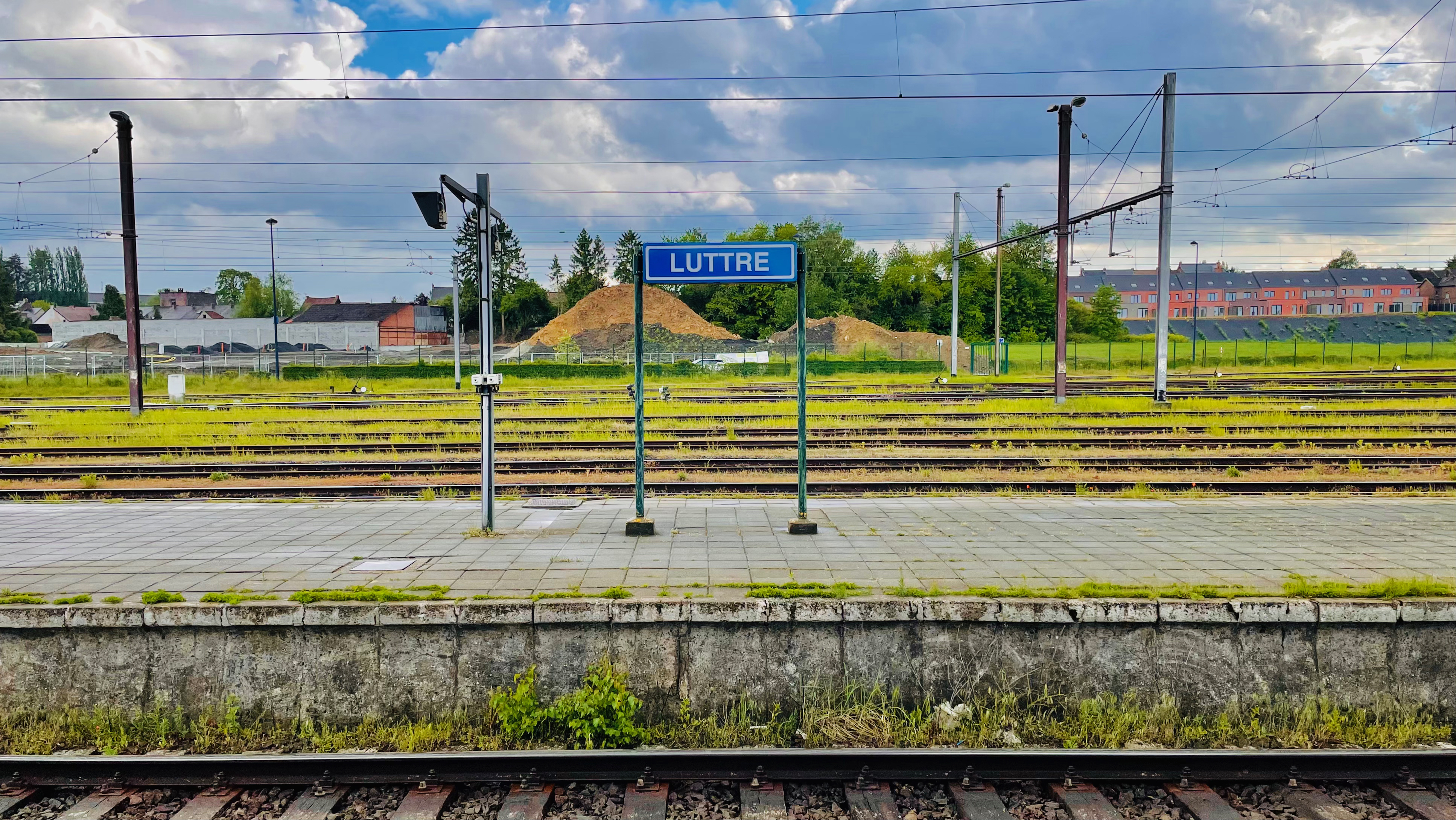
Plaatsnaambord
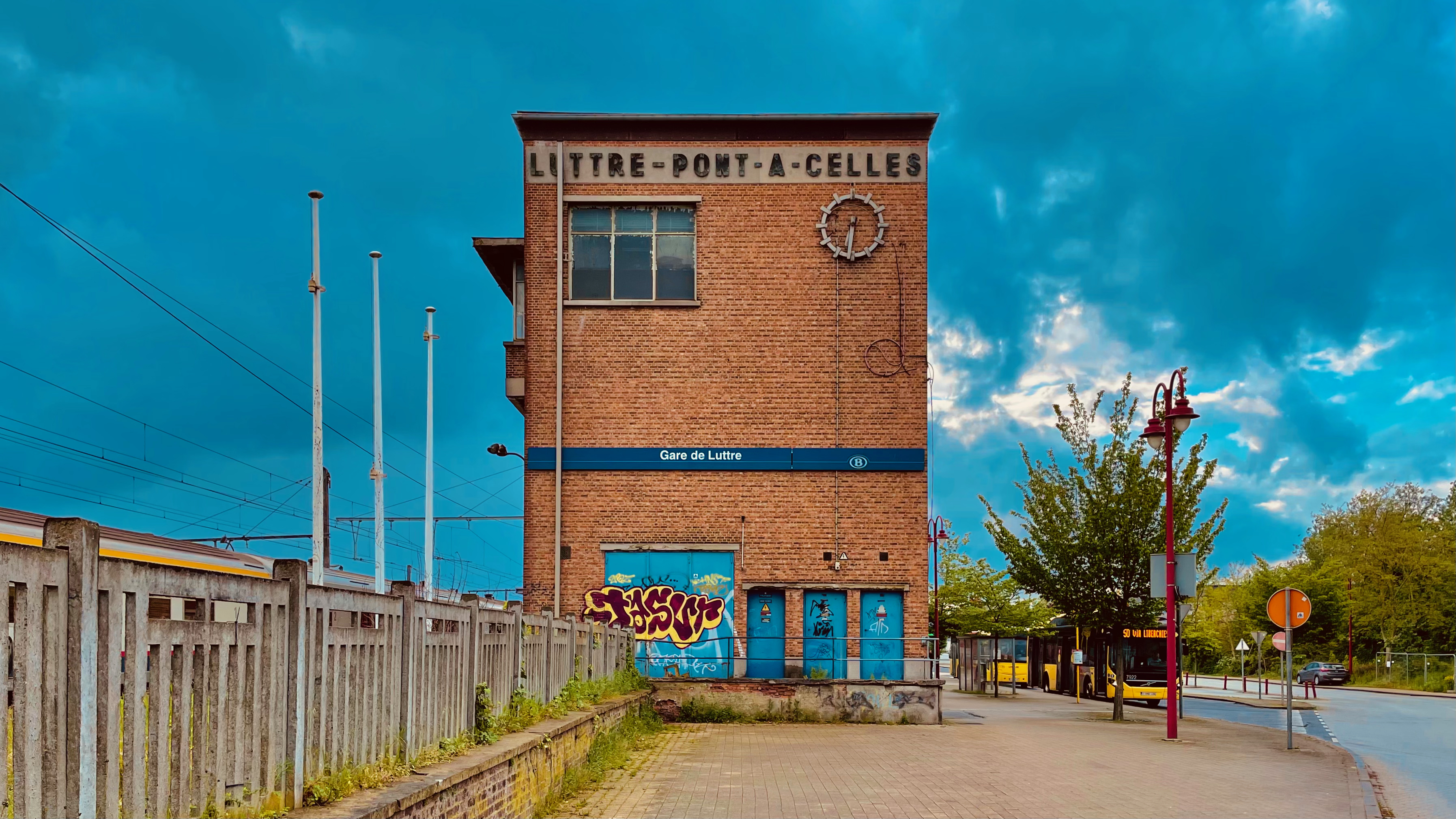
De zijkant van het station

## Reizigerstellingen
De grafiek en tabel geven het gemiddeld aantal instappende reizigers weer op een week-, zater- en zondag.
| Tabel: aantal instappende reizigers station Luttre | Tabel: aantal instappende reizigers station Luttre | Tabel: aantal instappende reizigers station Luttre | Tabel: aantal instappende reizigers station Luttre |
|                                                    | Weekdag                                            | Zaterdag                                           | Zondag                                             |
| -------------------------------------------------- | -------------------------------------------------- | -------------------------------------------------- | -------------------------------------------------- |
| 1977                                               | 2 239                                              | 429                                                | 341                                                |
| 1978                                               | 2 025                                              | 490                                                | 315                                                |
| 1979                                               | 2 127                                              | 454                                                | 256                                                |
| 1980                                               | 1 976                                              | 301                                                | 225                                                |
| 1981                                               | 1 896                                              | 400                                                | 276                                                |
| 1982                                               | 1 870                                              | 327                                                | 218                                                |
| 1983                                               | 1 826                                              | 255                                                | 154                                                |
| 1984                                               | 2 305                                              | 251                                                | 152                                                |
| 1985                                               | 2 425                                              | 299                                                | 262                                                |
| 1986                                               | 2 294                                              | 246                                                | 165                                                |
| 1987                                               | 1 954                                              | 327                                                | 257                                                |
| 1988                                               | 2 071                                              | 469                                                | 312                                                |
| 1989                                               | 2 373                                              | 603                                                | 399                                                |
| 1990                                               | 2 599                                              | 647                                                | 492                                                |
| 1991                                               | 2 624                                              | 542                                                | 511                                                |
| 1992                                               | 2 841                                              | 556                                                | 499                                                |
| 1993                                               | 2 759                                              | 507                                                | 515                                                |
| 1994                                               | 2 742                                              | 487                                                | 359                                                |
| 1995                                               | 2 760                                              | 476                                                | 364                                                |
| 1996                                               | 2 504                                              | 506                                                | 446                                                |
| 1997                                               | 2 360                                              | 415                                                | 341                                                |
| 1998                                               | 2 124                                              | 347                                                | 232                                                |
| 1999                                               | 1 791                                              | 452                                                | 266                                                |
| 2000                                               | 1 855                                              | 440                                                | 332                                                |
| 2001                                               | 1 806                                              | 352                                                | 306                                                |
| 2002                                               | 2 256                                              | 310                                                | 304                                                |
| 2003                                               | 1 927                                              | 406                                                | 326                                                |
| 2004                                               | 2 446                                              | 264                                                | 266                                                |
| 2005                                               | 1 893                                              | 502                                                | 440                                                |
| 2006                                               | 1 746                                              | 472                                                | 266                                                |
| 2007                                               | 1 969                                              | 413                                                | 334                                                |
| 2008                                               | -                                                  | -                                                  | -                                                  |
| 2009                                               | 2 036                                              | 391                                                | 311                                                |
| 2010                                               | -                                                  | -                                                  | -                                                  |
| 2011                                               | -                                                  | -                                                  | -                                                  |
| 2012                                               | 2 323                                              | 478                                                | 484                                                |
| 2013                                               | 2 212                                              | 464                                                | 487                                                |
| 2014                                               | 2 358                                              | 672                                                | 502                                                |
| 2015                                               | 2 285                                              | 701                                                | 593                                                |
| 2016                                               | 2 229                                              | 343                                                | 268                                                |
| 2017                                               | 2 222                                              | 493                                                | 325                                                |
| 2018                                               | 1 830                                              | 494                                                | 434                                                |
| 2019                                               | 1 994                                              | 520                                                | 433                                                |
| 2020                                               | 1 264                                              | 472                                                | 437                                                |
| 2021                                               | -                                                  | -                                                  | -                                                  |
| 2022                                               | 1 938                                              | 1 912                                              | 1 653                                              |
| 2023                                               | 1 992                                              | 658                                                | 547                                                |
| 2024                                               | 2 249                                              | 601                                                | 479                                                |

0,0: 's-Gravenbrakel ·
5,9: Écaussinnes ·
8,5: Marche-lez-Écaussinnes ·
12,0: Familleureux ·
14,2: Manage ·
18,6: Godarville ·
21,5: Gouy-lez-Piéton ·
24,6: Pont-à-Celles ·
26,9: Luttre
0,0: Châtelet ·
2,9: Gilly-Sart-Allet ·
3,7: Gilly-Sart-Culpart ·
7,1: Hamendes ·
9,0: Houbois ·
10,1: Jumet-Brûlotte ·
10,9: Malavée ·
11,8: Chef-Lieu ·
12,9: La Carosse ·
13,9: Gosselies ·
15,4: Thiméon ·
17,4: Viesville ·
21,0: Luttre
0,0: Luttre ·
2,5: Pont-à-Celles-Sud ·
7,0: Trazegnies-Nord ·
8,0: Trazegnies
0,0: Brussel-Zuid ·
2,1: Vorst-Oost ·
4,0: Ukkel-Stalle ·
5,6: Ukkel-Kalevoet ·
7,8: Linkebeek ·
9,1: Holleken ·
11,4: Sint-Genesius-Rode ·
12,6: De Hoek ·
15,5: Waterloo ·
18,8: Eigenbrakel ·
23,4: Lillois ·
28,1: Baulers ·
29,3: Nijvel ·
33,6: Bois-de-Nivelles ·
37,0: Obaix-Buzet ·
40,9: Luttre ·
43,4: La Chaussée ·
46,5: Courcelles-Motte ·
48,7: Roux ·
49,5: Monceau ·
52,9: Marchienne-au-Pont ·
53,7: Marchienne-Oost ·
55,9: Charleroi-Centraal